# Adam Günther
Adam Günther (* 26. Februar 1862 in Koblenz; † 25. April 1940 ebenda) war ein deutscher Stadtbautechniker, Archäologe und Museumsleiter in Koblenz.

## Leben
Nach dem Besuch des königlichen Gymnasiums in Neuwied wandte sich Günther dem Baufach zu. 1888 begann er als Assistent und Vertreter des Stadtbaurates seinen Dienst im Städtischen Bauamt, in dem er bis 1920, schließlich als Direktor, tätig war. Koblenz erlebte in der Zeit von Günthers Wirken einen Bauboom. Große Teile der preußischen Stadtbefestigung, der Festung Koblenz, wurden niedergelegt und eine umfangreiche Stadterweiterung nach Süden und Westen (Goldgrube und Rauental) angestrebt. Hierbei wurden zahlreiche archäologische Fundstellen aufgedeckt, viele von ihnen jedoch unbeobachtet zerstört.
Adam Günther hatte bereits vor der Jahrhundertwende ein großes Interesse für heimatkundliche, insbesondere jedoch archäologische Forschungen und wurde nach und nach zu einer der ersten bodendenkmalpflegerischen Instanzen in Koblenz. Er beobachtete und dokumentierte, ab 1908 als Vorstand des Tiefbauamtes, die Durchführung städtischer Baumaßnahmen, wie etwa die Stadterweiterung und umfangreicher Kanalisationsarbeiten, auftretenden Befunde und Funde. Auch auf privaten Baustellen beobachtete er nach Möglichkeit die Ausschachtungen. Auf diese Weise konnte eine große Zahl, vor allem römischer Funde aus dem Koblenzer Stadtgebiet vor der Zerstörung gerettet werden. Die Funde wurden zunächst im Stadtbauamt aufbewahrt. Später wurden sie in das neu gegründete Museum des Kunst-, Kunstgewerbe- und Altertumsvereins im Schöffenhaus überführt. Ab 1921 wurde die Altertumssammlung im neuen Museum im Kurfürstlichen Schloss neu präsentiert. Günther wurde von der Stadtverwaltung zum hauptamtlichen Museumsdirektor ernannt, nachdem er sich jahrelang für den Aufbau einer archäologischen Sammlung in Koblenz eingesetzt hatte. Während der Luftangriffe auf Koblenz im Zweiten Weltkrieg wurden die größten Teile des Schlosses und damit auch der Großteil der Koblenzer Sammlungen zerstört.
Adam Günthers Verdienst liegt vor allem in der Aufnahme vor- und frühgeschichtlicher, provinzialrömischer sowie auch mittelalterlicher Boden- und Baudenkmäler. Seine Forschungen zur römischen Besiedlung von Koblenz bilden heute den Forschungsstand zum antiken Confluentes, der seitdem nur in kleinen Teilen ergänzt werden konnte. Doch auch über die Stadtgrenze hinaus beschäftigte sich Günther mit den archäologischen Spuren, etwa im Neuwieder Becken und dem gesamten Umfeld von Koblenz.

## Schriften (Auswahl)
- Römerstraße und Meilenstein mit Inschrift an derselben. Bonner Jahrbücher 103, 1898, S. 167 f. (Digitalisat Band 103)
- Augusteisches Gräberfeld bei Koblenz-Neuendorf. Bonner Jahrbücher 107, 1901, S. 73–94. (Digitalisat Band 107)
- Vorgeschichtliche Ansiedlungen am Jägerhaus bei Urmitz. Bonner Jahrbücher 110, 1903, S. 39 ff.; Bonner Jahrbücher 119, 1910, S. 335 ff.
- Paläolithische Fundstellen im Löß bei Koblenz. Bonner Jahrbücher 116, 1907, S. 344–362. (Digitalisat Band 116)
- Das Museum des Kunst-, Kunstgewerbe- und Altertumsvereins für den Regierungsbezirk Coblenz. Mannus 1, 1909, S. 294–298.
- Zur Entstehung und Besiedlungsgeschichte des Neuwieder Beckens. Mannus 2, 1910, S. 33 ff.; Mannus 3, 1911, S. 1 ff.
- Brandgräber der jüngeren Bronzezeit in Metternich bei Koblenz. Bonner Jahrbücher 119, 1910, S. 355 ff.
- Zur Topographie des ältesten Coblenz. Zeitschrift für Heimatkunde von Coblenz und Umgebung, 1920. (Digitalisat, dilibri.de)
- Confluentes – Das römische Koblenz. Deutschlands Städtebau 1922, 2. Aufl. 1925, S. 7–13.
- Vulkantätigkeit und Eiszeit im östlichen Eifelvorland zwischen Mosel und Vinxtbach. Die Eiszeit 1, 1924.
- Aus der Geschichte eines rheinischen Heimatmuseums. Koblenzer Museum und städtisches Schloßmuseum. Mannus 18, 1926, S. 142–156.
- Ein Gräberfeld und Siedlungen der älteren Laténe- und späten Hallstattzeit aus der Umgebung von Koblenz. Mannus 22, 1930, S. 97 ff.
- Das röm. Koblenz. In: Der Burgwart XXIX, H. 5/6, 1928, S. 81–86.
- Römisches Landmesserinstrument aus Koblenz. Germania 15, 1931, S. 271 f.
- Hügelgräber bei Rhens-Waldesch und Grabhügel im Koblenzer Stadtwald. Mannus 24, 1932, S. 364 ff.
- Merowingische Grabfunde von Mülheim, Kr. Koblenz. Germania 17, 1933, S. 205 ff.
- Fundberichte aus Stadt und Landkreis Koblenz, insbes.: Gallisches Wagenbegräbnis bei Kärlich. Nachrichtenblatt für rheinische Heimatpflege IV, 1932/33, 282-88.
- Bodenfunde beim Bau der Moselbrücke. Nachrichtenblatt für rheinische Heimatpflege V, 1933/34, S. 232.
- Gallische Wagengräber im Gebiet des Neuwieder Beckens. Germania 18, 1934, S. 8 ff.
- Das römische Koblenz. Bonner Jahrbücher 142, 1937, S. 35–76.
- posthum: Römische Rheinbrücke zwischen Koblenz und Ehrenbreitstein. Bonner Jahrbücher 145, 1940, S. 71–79.